# 錢文薦
钱文荐（1573年—？），字仲举，號石楼，浙江宁波府慈溪县人，明朝政治人物。

## 生平
萬曆二十二年（1594年）甲午科浙江乡试举人，三十五年（1607年）丁未科进士，吏部观政，三十六年正月授河南新野知县，四十年补宜春县，四十五年升工部主事，四十六年管清江造厂，天启二年养病。

## 家族
曾祖钱栻，封大理寺评事。祖父钱照，嘉靖十一年进士，官湖广按察司佥事。父钱维垣。嫡母罗氏，継母任氏，生母孫氏。慈侍下。